# Aborigeni australiani
Gli aborigeni australiani sono popoli indigeni dell'Australia che, prima dell'arrivo dei colonizzatori bianchi nel continente, stanziavano nelle regioni più fertili in piccoli gruppi nomadi, vivendo di caccia, pesca e raccolta.
Il termine venne usato dai primi colonizzatori delle terre australiane, alla fine del XVIII secolo, per indicare la popolazione indigena ivi residente e con la quale sono subito nati scontri. Gli aborigeni australiani non erano un gruppo omogeneo e non è noto il loro numero prima all'arrivo dei bianchi, ma si ritiene non fosse elevato. Le stime sono tra i 300 000 e gli oltre 700 000 individui, separati in centinaia di gruppi distinti che parlavano lingue e dialetti differenti. Il loro insediamento in Australia si può datare tra i 50 000 e i 40 000 anni fa. I loro antenati vi giunsero probabilmente 60 000 anni fa, benché la datazione rimanga tuttora incerta.

## Storia

### Prima della colonizzazione

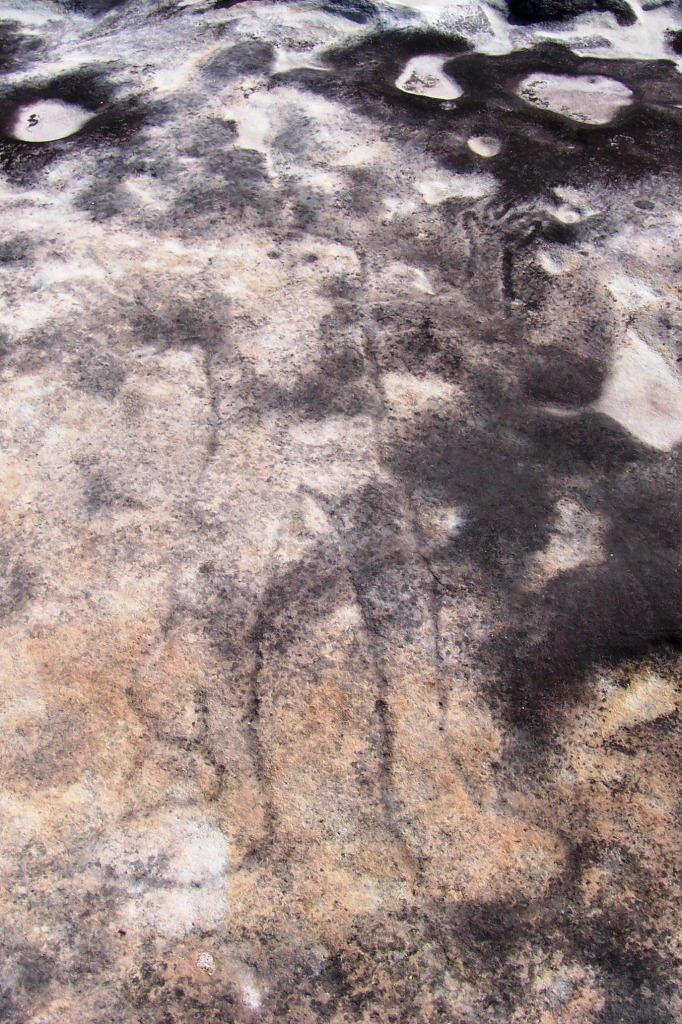
Un'incisione rupestre nel parco nazionale di Ku-Ring-Gai

Al tempo del loro primo contatto con i colonizzatori europei, nel tardo XVIII secolo, i nativi australiani erano prevalentemente popoli di cacciatori-raccoglitori in possesso di una ricca tradizione orale e valori spirituali basati sulla venerazione della terra e sulla fede nel "sogno", inteso contemporaneamente come l'antica epoca della creazione del mondo (il cosiddetto Tempo del Sogno) e l'effettiva realtà del sognare.
L'esatta epoca di arrivo degli antenati degli aborigeni è oggetto di disputa tra gli archeologi. L'opinione più accreditata è che giunsero dall'Indocina più di 50 000 anni fa: questo significa che si sono succedute in Australia oltre 2500 generazioni. La data di 50 000 anni fa è basata su alcune misure di termoluminescenza eseguite in siti archeologici dell'Australia settentrionale. Un gran numero di siti è stato datato tramite il radiocarbonio a circa 40 000 anni fa, portando alcuni ricercatori a dubitare dell'accuratezza del metodo a termoluminescenza. Nel 1996 per l'insediamento del sito di Jinmium nel Territorio del Nord la datazione a termoluminescenza ha indicato un'età di 120 000 anni; benché questo risultato abbia avuto vasta eco sulla stampa, è stato smentito da ricerche e misurazioni più accurate eseguite successivamente con il metodo del radiocarbonio e della datazione ottica, che riportano la datazione al massimo a 10 000 anni fa.
Riguardo alla nudità degli aborigeni australiani è da notare che questa è da collegarsi agli spazi e ai tempi. «Prima dell'arrivo dei bianchi, queste genti non usavano vestirsi, salvo che nelle coste meridionali e orientali dove facevano uso di coperte fabbricate con le pelli di marsupiali di piccola taglia, per tenersi caldi». La vita primitiva che conducevano ha molto stupito gli osservatori che nel contempo notavano la conoscenza approfondita del loro ambiente e la loro elaborazione tecnica e mitica. «Sanno contare solo fino a tre, ma distinguono otto differenti direzioni del vento, ed hanno nomi poetici per molte delle costellazioni del cielo australe». Riguardo al fatto che gli aborigeni australiani sapessero contare fino a tre è sottolineato da Charles Albert Reichen, che riflettendo su tale scarto tra l'azione e il pensiero scrive letteralmente che è come se l'artigiano «l'homo faber, avesse anticipato, e di molto, l'homo sapiens, l'intellettuale», che la conoscenza del boomerang, generalmente inciso artisticamente, «pone al cultore di balistica problemi formidabili».L'idea, sbagliata, che non sappiano contare oltre a tre è comune tra i non aborigeni: Alfred Howitt che studiò i popoli dell'Australia sudorientale, smentì questa ipotesi alla fine del XIX secolo, sebbene continui a circolare ancora oggi.
Per gli aborigeni la nudità era simbolo di maturità ed era prerogativa degli uomini. Le donne aborigene, infatti, si vestivano con delle tuniche, mentre i maschi erano suddivisi in categorie: gli anziani e i capi indossavano tuniche, perché erano membri di prestigio, i bambini si coprivano con un gonnellino, in quanto ritenuti non ancora maturi. Gli uomini tra i 30 e i 50 anni si coprivano le natiche lasciando vedere gli organi genitali (i genitali maschili erano simbolo dell'età adulta), i giovani tra i 18 e i 29 anni erano completamente nudi, simbolo del passaggio tra la giovinezza e l'età adulta mentre i ragazzi tra gli 11 e i 17 anni coprivano i genitali e non il sedere (perché le natiche stavano a simboleggiare la giovinezza).
Oggi i membri delle tribù che vivono vicino alle città sono vestiti come gli australiani di origine europea, mentre quelli che abitano in terre più isolate sono sempre nudi, specialmente i giovani maschi. I popoli aborigeni sono sopravvissuti a molti mutamenti climatici e si sono stabilmente adattati a diversi ambienti. C'è molto dibattito su quanto gli aborigeni abbiano modificato il proprio ambiente. Una delle controversie ruota attorno al loro presunto ruolo nell'estinzione dei grandi marsupiali; per alcuni da attribuirsi alle sole modificazioni climatiche, per altri al loro essere facile preda dei cacciatori in quanto grossi e lenti. Una terza ipotesi è invece legata a un'estinzione indiretta dovuta alla modificazione del loro habitat.
Anche le modificazioni ambientali apportate dagli aborigeni, in special modo attraverso l'uso del fuoco, sono oggetto di controversia. È accertato che gli aborigeni usassero il fuoco per un'ampia serie di scopi - dall'incoraggiare la crescita di piante commestibili (murnong) e di foraggio per le potenziali prede, al ridurre il rischio di grandi incendi devastanti, al rendere più facili i trasporti, all'eliminare i parassiti, all'uso rituale e al semplice "tenere pulito". C'è disaccordo, tuttavia, nel valutare l'impatto che l'utilizzo del fuoco possa aver avuto in modifiche a grande scala della vegetazione continentale.
Nonostante la loro nomea di "superstiti" dell'età della pietra, è provato che la cultura aborigena è cambiata nel tempo. La pittura rupestre in svariate località dell'Australia settentrionale consiste in una sequenza di diversi stili legati ai diversi periodi storici. Harry Lourandos è il principale promotore della teoria che ipotizza un'intensificazione dell'attività di caccia e raccolta tra 5000 e 3000 anni fa. Tale intensificazione ha portato a un aumento dell'impatto umano sull'ambiente (ad esempio la costruzione di trappole per i pesci nell'attuale stato di Victoria), alla crescita della popolazione, all'aumento degli scambi tra i gruppi, a una più complessa struttura sociale e ad altri cambiamenti culturali. In questo periodo si nota, inoltre, un cambiamento negli utensili di pietra, con lo sviluppo di punteruoli e raschiatoi più piccoli ed elaborati.
Vi sono stati molti gruppi aborigeni diversi, ognuno con una propria cultura, religione e lingua, si contano circa 400 lingue diverse al momento del contatto con gli europei. Queste culture si sovrapposero in maniera più o meno ampia e si evolsero nel tempo. Anche gli stili di vita presentavano un'ampia varietà; l'immagine stereotipata dell'orgoglioso cacciatore che si erge nudo su una gamba sola tra le sabbie rosse del deserto australiano non ha validità generale. In epoca contemporanea, ad esempio, c'erano nello stato di Victoria due distinte comunità con un'economia basata sulla piscicoltura in acqua dolce, una a nord sul fiume Murray, un'altra a sud-ovest vicino a Hamilton, che commerciavano con altri gruppi provenienti anche dall'area di Melbourne.

### La colonizzazione da parte degli europei

Giovani aborigeni all'incontro con gli europei

La popolazione aborigena è stata decimata dalla colonizzazione, iniziata nel 1788. Una combinazione di malattie, perdita della terra (e quindi fonte di cibo) e omicidi ha ridotto la popolazione aborigena di circa il 90% tra il XIX secolo e il XX secolo. Un'onda di massacri e tentativi di resistenza si mosse con la frontiera. L'ultimo massacro fu a Coniston, nel Territorio del Nord, nel 1928. Molte volte si è ricorso all'avvelenamento di cibo e acqua.
La varicella, il vaiolo, l'influenza, le malattie veneree e il morbillo si diffusero ampiamente tra il XVIII e il XIX secolo. Le popolazioni aborigene non avevano alcuna conoscenza delle malattie europee e pochissima della resistenza immunitaria che gli europei avevano evoluto nel corso dei secoli. Si stima che la scomparsa del 90% della popolazione aborigena sia stata il risultato dei contagi che precedettero l'espandersi dei coloni europei. Nell'arido centro del continente, dove vissero piccole comunità distribuite su un'area molto vasta, il declino della popolazione fu meno marcato e le comunità aborigene poterono continuare a vivere in qualche modo secondo le loro abitudini fino alla fine del XIX secolo e, in alcuni casi, anche fino al secolo successivo.
Tuttavia i coloni europei si addentrarono nel continente appropriandosi di piccole ma vitali parti del territorio per il loro uso esclusivo e introducendo pecore, conigli e bovini, che, esaurendo le aree fertili, minarono la capacità della terra di sostenere le specie locali, vitali per l'economia aborigena.
In generale, i primi coloni europei furono bene accolti, o comunque tollerati, ma vi furono a volte violenti conflitti. Nel Territorio del Nord, sia europei isolati - spesso viaggiatori - che pescatori giapponesi furono feriti a morte con relativa regolarità fino all'inizio della seconda guerra mondiale, nel 1941.

### Il XX secolo
L'indipendenza dell'Australia dal Regno Unito cambiò poco le relazioni tra europei e aborigeni. Il prosperare degli allevamenti degli europei portò con sé molti cambiamenti. L'appropriazione della terra e il diffondersi degli allevamenti su vaste aree rese lo stile di vita degli aborigeni meno praticabile, ma fornì anche una fonte alternativa di carne fresca per coloro disposti a correre il rischio di andare a prendersela.
Mano a mano che i grandi allevamenti di bovini e ovini si estendevano sull'Australia interna, gli uomini, le donne e i bambini aborigeni diventavano una significativa fonte di forza lavoro, solitamente su base volontaria, ma a volte in condizioni di schiavitù di fatto. Per i lavoratori europei, la vita nell'interno era dura, pericolosa e poco remunerativa. Per i lavoratori aborigeni era persino peggio, con i salari limitati al minimo del cibo e di altri generi di minima necessità, specialmente nei primi anni. Tipicamente, un mandriano aborigeno poteva arrivare a guadagnare metà di un europeo che facesse lo stesso lavoro. Questo stato di cose è durato fino al 1965, con l'introduzione della legge che parifica i salari che, paradossalmente, ha portato a un aumento della disoccupazione e del disagio sociale.
Lavoratori aborigeni sono stati impiegati anche presso alcune imprese nel nord per la pesca delle perle.
Durante la prima metà del XX secolo, diversi stati si dotarono di istituti di assistenza sociale per i nativi. Questi instaurarono l'uso di separare i bambini dalle loro famiglie basandosi sul colore della pelle; i bambini dalla pelle più chiara venivano sottratti con la forza alle loro famiglie; spesso i genitori aborigeni arrivarono a scurire la pelle dei loro figli per poterseli tenere. Questo aspetto della storia aborigena è ancora aperto e oggetto di vivo dibattito.
La costituzione australiana non riconosceva agli aborigeni il diritto di voto. Nel 1967 è stato indetto un referendum per permettere ai nativi australiani di votare e consentire al governo federale di emanare leggi per i nativi australiani. Il referendum ha avuto successo, un'ampia maggioranza ha votato a favore degli emendamenti costituzionali proposti.

### Storia recente
Il governo australiano ha avviato un processo di riconciliazione. Alcuni ex primi ministri hanno compiuto numerosi gesti simbolici e tenuto discorsi a sostegno del rispetto della cultura aborigena. 
Il 26 gennaio 1972, un gruppo di attivisti aborigeni creò sul terreno antistante la vecchia sede del parlamento australiano a Canberra l'Aboriginal Tent Embassy (la tenda dell'ambasciata aborigena), sito divenuto il simbolo delle lotte per il riconoscimento dei diritti civili.
Il 3 giugno 1992 l'alta corte australiana ha emesso la storica "sentenza Mabo", dal nome dell'attivista aborigeno Eddie Mabo, che 10 anni prima aveva promosso il caso. La sentenza sanciva definitivamente il declino del principio di terra nullius, quello che nel 1788 aveva permesso ai colonizzatori di considerare l'Australia una terra disabitata e avocarla alla corona britannica con un semplice atto di sovranità. I giudici stabilirono inoltre che l'annessione del territorio australiano non aveva estinto i diritti di proprietà tradizionale degli aborigeni e che se questi fossero stati dimostrabili, la legge avrebbe dovuto riconoscerli.
Nel 1999 è stato tenuto un referendum per cambiare la costituzione australiana includendovi un preambolo che, tra gli altri punti, riconosce l'occupazione dell'Australia da parte dei nativi australiani antecedente all'insediamento britannico. Questo referendum ha subito una grande sconfitta, anche se il riconoscimento dei nativi australiani nel preambolo è stato eclissato nella discussione dal quesito principale che era se diventare o no una repubblica. Più recentemente, nel 2004, il governo federale australiano sta procedendo per abolire l'Aboriginal and Torres Strait Islander Commission (ATSIC) che è stata la principale organizzazione degli aborigeni australiani.

Il 13 febbraio 2008 il neo primo ministro Kevin Rudd ha mantenuto una sua promessa elettorale presentando le scuse ufficiali alle popolazioni aborigene per la "Stolen Generation" (la generazione rubata):
«Chiediamo scusa per le leggi e le politiche di successivi parlamenti e governi, che hanno inflitto profondo dolore, sofferenze e perdite a questi nostri fratelli australiani. Chiediamo scusa in modo speciale per la sottrazione di bambini aborigeni dalle loro famiglie, dalle loro comunità e le loro terre. Per il dolore, le sofferenze e le ferite di queste generazioni rubate, per i loro discendenti e per le famiglie lasciate indietro, chiediamo scusa. Alle madri e ai padri, fratelli e sorelle, per la distruzione di famiglie e di comunità chiediamo scusa. E per le sofferenze e le umiliazioni così inflitte su un popolo orgoglioso e una cultura orgogliosa chiediamo scusa. Noi parlamento d'Australia rispettosamente chiediamo che queste scuse siano ricevute nello spirito in cui sono offerte come contributo alla guarigione della nazione. Per il futuro ci sentiamo incoraggiati nel decidere che ora può essere scritta questa nuova pagina nella storia del nostro grande continente. Noi oggi compiamo il primo passo nel riconoscere il passato e nel rivendicare un futuro che abbracci tutti gli australiani. Un futuro in cui questo parlamento decide che le ingiustizie del passato non debbano accadere mai, mai più. Un futuro in cui si uniscano la determinazione di tutti gli australiani, indigeni e non indigeni, a chiudere il divario fra di noi in aspettativa di vita, educazione e opportunità economiche. Un futuro in cui abbracciamo la possibilità di nuove soluzioni per problemi duraturi, dove i vecchi approcci hanno fallito. Un futuro basato su mutuo rispetto, comune determinazione e responsabilità. Un futuro in cui tutti gli australiani, di qualsiasi origine, siano partner veramente alla pari, con pari opportunità e con un pari ruolo nel dare forma al prossimo capitolo nella storia di questo grande paese, l'Australia».
Oggi, molti aborigeni vivono ai margini delle città, mentre un numero consistente vive in insediamenti in remote aree dell'Australia rurale o nell'Outback. Il furto e la distruzione dei territori ancestrali hanno avuto su di loro un impatto sociale e fisico devastante. Nel rapporto Il progresso può uccidere Survival International, il movimento mondiale per i diritti dei popoli indigeni, ha denunciato che gli aborigeni hanno 6 volte più probabilità di morire in età infantile rispetto agli altri cittadini australiani e 22 volte più probabilità di morire di diabete. La loro aspettativa di vita alla nascita è di 17-20 anni inferiore a quella degli altri australiani. Al contrario, ha spiegato l'organizzazione, gli aborigeni che abitano nelle loro terre ancestrali vivono 10 anni di più rispetto a chi sta nelle comunità di reinsediamento.

## La bandiera

La bandiera aborigena

La bandiera è formata da due fasce orizzontali e un cerchio giallo al centro. La fascia alta è nera e rappresenta il colore scuro della pelle degli aborigeni, la fascia bassa è rossa e rappresenta il terreno arido, mentre il disco giallo rappresenta il sole.

## Aborigeni famosi

### Sport
Molti aborigeni si sono integrati nella vita australiana eccellendo nello sport, specialmente nel football australiano.
- Evonne Goolagong, campionessa di tennis che ha vinto sette titoli del "Grande Slam".
- Douglas Nicholls, un aborigeno Yorta Yorta dapprima stella del football, quindi prete e primo governatore aborigeno di uno stato australiano.
- Tai Tuivasa, noto come "Bam Bam", peso massimo della UFC
- Graham Farmer, noto anche come "Polly" Farmer, un Noongar considerato da molti il più grande giocatore di football australiano.
- Cathy Freeman, oro olimpico nei 400 m piani alle Olimpiadi di Sydney.
- Michael Long e Nicky Winmar, giocatori di football che hanno pubblicamente attaccato il razzismo nel loro sport.
- Gavin Wanganeen e Adam Goodes, vincitori della medaglia Brownlow, il più alto titolo individuale nel football.
- Patrick Johnson, atleta; il primo uomo di origine non africana a scendere sotto la barriera dei 10 secondi nei 100 metri; padre bianco e madre aborigena.
- Lionel Rose, pugile.
- Patty Mills, giocatore di pallacanestro nella lega statunitense NBA.
- Nathan Jawai, giocatore di pallacanestro nella lega statunitense NBA con i Dallas Mavericks.
- Geoff Huegill, nuotatore vincitore di due medaglie olimpiche.
- Benn Harradine, atleta; primatista oceanico nel lancio del disco.
- Anthony Mundine, pugile ex-campione del mondo e rugbista a 13
- Johnathan Thurston, rugbista a 13.
- Kurtley Beale, rugbista a 15.
- Mark Ella, rugbista a 15 che fece parte della squadra dei Wallabies che vinse il "Grand Slam" nel 1984.
- Gary Ella, rugbista a 15.
- Harry Williams, calciatore.
- Ashleigh Barty, tennista, n.1 del WTA al momento in cui si è ritirata, a 25 anni, dopo aver conquistato nel gennaio 2022 l'Australian Open.

### Spettacolo
- Kerrianne Cox, cantante e compositrice delle sue canzoni.
- Djalu Gurruwiwi, anziano dei Galpu e custode della tradizione del didjeridoo.
- Mark Atkins, suonatore di didjeridoo di fama mondiale.
- Ernie Dingo, attore e presentatore televisivo.
- Jessica Mauboy, cantautrice, compositrice ed attrice.
- David Gulpilil, attore cinematografico e televisivo.
- George Rrurrambu, della band Indigenous Roots.
- Mandawuy Yunupingu, della rock band Yothu Yindi.
- The Stiff Gins, un gruppo acustico contemporaneo di tre donne indigene.
- Christina Anu, originaria di Torres Straight Island.
- The Bangarra Dance Company, compagnia di danza moderna.

### Politica e arte
- John Ah Kit, ministro in carica del Territorio del Nord
- Neville Bonner, primo membro aborigeno del Parlamento australiano
- Ernie Bridge, ex ministro dello stato dell'Australia Occidentale
- Linda Burnley, membro del Parlamento del Nuovo Galles del Sud
- Burnum Burnum, attivista, attore, artista, scrittore, educatore, atleta, narratore
- Isabell Coe, attivista dei diritti civili aborigeni
- Carol Martin, membro del Parlamento dell'Australia Occidentale
- Mudrooroo, scrittore e commediografo
- Albert Namatjira, artista
- Oodgeroo Noonuccal, poetessa, artista, educatrice, attivista
- Pat O'Shane, magistrato del Nuovo Galles del Sud
- Charles Perkins, primo laureato aborigeno e quindi senior public servant
- Aden Ridgeway, senatore del Nuovo Galles del Sud
- David Unaipon, predicatore, inventore, scrittore, compare sulla banconota da 50$ australiani
- Marion Scrymgour, politica australiana, prima donna aborigena eletta nel parlamento del Territorio del Nord
- Mary Carmel Charles, scrittrice
- Jackie Huggins, storica e attivista per i diritti aborigeni